# Ferdinand Fußl
Ferdinand Fußl (asi 30. listopadu 1804 – 8. listopadu 1877 Eschenau) byl rakouský politik německé národnosti z Dolních Rakous, během revolučního roku 1848 poslanec Říšského sněmu.

## Biografie
Narodil se zřejmě 30. listopadu 1804. Hospodařil jako sedlák na statku Neding v obci St. Veit an der Gölsen a po roce 1840 se usadil v Eschenau v témže okrese Lilienfeld.
Roku 1849 se uvádí jako Ferdinand Füßl, majitel hospodářství v Eschenau u Sankt Pölten.
Během revolučního roku 1848 se zapojil do veřejného dění. Ve volbách roku 1848 byl zvolen i na ústavodárný Říšský sněm. Zastupoval volební obvod Sankt Pölten. Tehdy se uváděl coby majitel hospodářství. Řadil se ke sněmovní levici.